# Francesco Moraglia
Francesco Moraglia, né le 25 mai 1953 à Gênes, est un évêque catholique italien, patriarche de Venise depuis 2012.

## Biographie
Né le 25 mai 1953 à Gênes, Francesco Moraglia est ordonné prêtre le 29 juin 1977 par le cardinal Giuseppe Siri.
À partir de 2004, il est chanoine de la cathédrale San Lorenzo de Gênes.

### Évêque
Nommé évêque de La Spezia-Sarzana-Brugnato le 6 décembre 2007, il est consacré évêque le 3 février 2008 par le cardinal Angelo Bagnasco.
Le 31 janvier 2012 Benoît XVI le nomme patriarche de Venise où il succède au cardinal Angelo Scola nommé à Milan.